# 34 (tal)
34 (trettiofyra) är det naturliga talet som följer 33 och som följs av 35. Det är det nionde fibonaccitalet.
- Det är Spaniens Landsnummer.

## Inom matematiken
- 34 är ett jämnt, defekt tal
- 34 är ett semiprimtal
- 34 är ett extraordinärt tal
- 34 är ett Fibonaccital
- 34 är ett heptagontal
- 34 är ett centrerat hendekagontal
- 34 är ett palindromtal i det kvarternära talsystemet.
- 34 är ett palindromtal i det hexadecimala talsystemet.

## Inom vetenskapen
- Selen, atomnummer 34
- 34 Circe, en asteroid
- Messier 34, öppen stjärnhop i Perseus, Messiers katalog